# Debulhador-de-bico-comprido
O debulhador-de-bico-comprido (Toxostoma longirostre) é um pássaro canoro de tamanho médio residente no sul do Texas e no leste do México. Ele tem uma forte semelhança com seu parente próximo, o debulhador-ruivo, na aparência, nos cantos e em vários outros comportamentos; no entanto, as duas espécies não se sobrepõem em termos de área de distribuição, exceto no inverno, quando o debulhador-ruivo reside temporariamente na área de distribuição ao norte do debulhador-de-bico-comprido.
O pássaro é um mimídeo de grande porte que não é especialmente cauteloso, mas toma medidas de precaução para evitar que se torne uma presa em potencial. Como outros debulhadores, seu nome se deve a seus métodos de varredura na busca por alimento, e não por atacar predadores, embora sejam defensores agressivos de seus territórios.

## Taxonomia
O nome específico longirostre é derivado das palavras em latim longus (comprido) e rostrum (bico).
Há duas subespécies do debulhador-de-bico-comprido. A T. longirostre ssp. longirostre foi descrita pela primeira vez na literatura científica por Frédéric de Lafresnaye em 1838 como Orpheus longirostris, enquanto a T. longirostre ssp. sennitti foi descrita por Robert Ridgway meio século depois:
- T. longirostre ssp. longirostre (Lafresnaye, 1838). Ocorre no leste do México, nos estados de Querétaro, Tamaulipas e Veracruz em direção ao sul até Puebla.[4]

- T. longirostre ssp. sennitti (Ridgway, 1888). Sua área de distribuição se estende do sul do Texas (especialmente o centro-sul) até o Vale do Rio Grande e os estados mexicanos de Tamaulipas e San Luis Potosí.[4][6]

Juntamente com o debulhador-ruivo e o  debulhador-de-cozumel, os três fazem parte de um clado de superespécies rufum. Os padrões de plumagem e o formato do bico foram originalmente usados para o agrupamento, e os pássaros também foram considerados intimamente relacionados em estudos genéticos.

## Descrição
Essa ave é esbelta e de cauda longa, com comprimento médio de 26,5 a 29 cm e peso de cerca de 70 g. É uma ave de tamanho grande, próximo ao do tordo-americano.
O T. longirostre ssp. sennitti é descrito como tendo uma coroa marrom-acinzentada com uma cor avermelhada que aparece no dorso, na garupa, na parte traseira e no ombro. As pontas brancas largas localizadas nas coberturas primárias maior e menor e o marrom-escuro com bordas marrom-avermelhadas nas coberturas primárias e secundárias dão às asas fechadas uma aparência avermelhada. O queixo, a pescoço, o peito e o ventre podem parecer brancos ou de um branco pálido, embora o peito e o ventre contenham formas ovais nitidamente enegrecidas. A parte de baixo da asa é branco-amarelada. A íris é tipicamente laranja ou amarelo-alaranjada, com um bico marrom opaco, com a base da mandíbula inferior parecendo cinza-rosada. O T. longirostre ssp. longirostre é semelhante, com exceção de ser menor, mais escuro e ter uma aparência avermelhada com partes inferiores branco-amareladas.
Os filhotes têm marcas em sua garupa, com coberturas inferiores da cauda branco-amareladas.

### Espécies similares
Esse ave compartilha uma semelhança impressionante com o debulhador-ruivo. Entretanto, há várias diferenças. Seu rosto é mais cinza, em contraste com a aparência avermelhada do debulhador-ruivo. As partes inferiores são mais brancas, menos avermelhadas e mais robustas, os olhos parecem mais alaranjados e pontiagudos e, geralmente, o bico é mais longo, mais preto e se destaca do rosto. A aparência geral do debulhador-de-bico-comprido tem mais contrastes em seu padrão em comparação com o debulhador-ruivo.
O debulhador-das-artemísias [en], que compartilha parte de sua área de distribuição com o debulhador-de-bico-comprido, é menor, mais acinzentado, e suas rectrizes são de uma cor branca mais distinta.

## Distribuição e habitat
Essa espécie é residente no sul do Texas, ao norte de San Antonio, ao sul do noroeste do México até o centro de Veracruz, a leste de Coahuila, San Luis Potosí e Hildalgo. A densidade reprodutiva é a mais alta do Vale do Rio Grande. Embora seja residente no baixo Vale do Rio Grande, uma quantidade significativa de seu habitat foi destruída para fins agrícolas e sua população na área diminuiu entre as décadas de 1930 e 1970. Acredita-se que alguma atividade humana que introduziu um habitat apropriado tenha ajudado a espécie, e ela ainda é um residente comum em sua área de distribuição. No Texas, há algumas evidências de uma expansão norte e leste da área de distribuição em um período de cinco décadas (1957-2007), sendo a mudança climática a causa sugerida. Com exceção dos errantes encontrados no Novo México e no Colorado, a espécie é um residente permanente em sua área de distribuição.

## Comportamento
O debulhador-de-bico-comprido geralmente fica escondido no solo ou próximo a ele, embora possa cantar em poleiros bem visíveis. Sempre que procura insetos no solo, ele revira energicamente folhas e outros detritos. Ele também pode ser visto cantando em poleiros expostos acima de suas fortalezas de espinheiros. Os machos geralmente são vistos cantando de março até meados do verão, exceto nos casos em que cantam trechos de música periodicamente para equilibrar o ano. Geralmente não é cauteloso, possivelmente porque não é facilmente abordado. Os voos geralmente são próximos ao solo, curtos, erráticos e com flutuações exageradas. São defensores ferrenhos de seus territórios; a ave defenderá seu ninho ferozmente, inclusive contra humanos.
A maior longevidade registrada da espécie foi a de um indivíduo recuperado em 30 de setembro de 1965, com 7 anos e 3 meses de idade, depois de ter sido marcado (em 24 de agosto de 1959) em Alamo, Texas.

### Voz
O canto é sibilante e se assemelha ao canto de outros debulhadores, mas é especialmente rico e musical, embora ocasionalmente seja áspero. As frases costumam ser repetidas de duas a quatro vezes. Um canto característico é um “assobio alto e rico cleeooeep” ou “tweeooip ou ooeh suave e assobiado”; outros cantos incluem “um chak alto e agudo” e “um chocalho muito rápido e agudo chtttr”, além de sons de tsuck e verrs durante disputas territoriais que se assemelham aos cantos de seu parente próximo, o debulhador-ruivo.

### Reprodução
O habitat geral de nidificação dos debulhadores-de-bico-comprido é entre a vegetação densa com arbustos e árvores espinhosas para tornar o ninho inacessível aos possíveis predadores. Também foram encontrados ninhos em plantas como salgueiro, algaroba, acácia-amarela, cacto ou iúca.
O ninho é colocado em uma vegetação espessa de baixa ou média altura e feito de materiais como galhos, palhas e gramíneas. A fêmea põe de 2 a 5 ovos descritos como branco-azulados com densas manchas marrom-avermelhadas e cinzas; a aparência é indistinguível da do debulhador-ruivo. A maior parte da postura de ovos no Texas ocorre em abril e maio, e em maio e junho no México, embora as datas tenham chegado até junho e julho, respectivamente. Os ovos eclodem em um período de 24 dias. No entanto, ao contrário da maioria dos debulhadores, o processo de eclosão é sincrônico. Ambos os pais são responsáveis pela incubação, que dura 13 ou 14 dias, bem como pela alimentação dos filhotes. Eles raramente são vítimas de parasitismo de ninhada pelo chupim-mulato ou pelo chupim-de-olho-vermelho.

### Alimentação
Para localizar o alimento, ele forrageia no chão, movendo rapidamente o bico de um lado para o outro, jogando a folhagem para cima e para trás e, em seguida, arranhando o chão em busca de comida. Sua dieta consiste em invertebrados, como gafanhotos, besouros e outros insetos, crustáceos, gastrópodes e uma quantidade adequada de matéria vegetal, especialmente frutos silvestres.

## Galeria

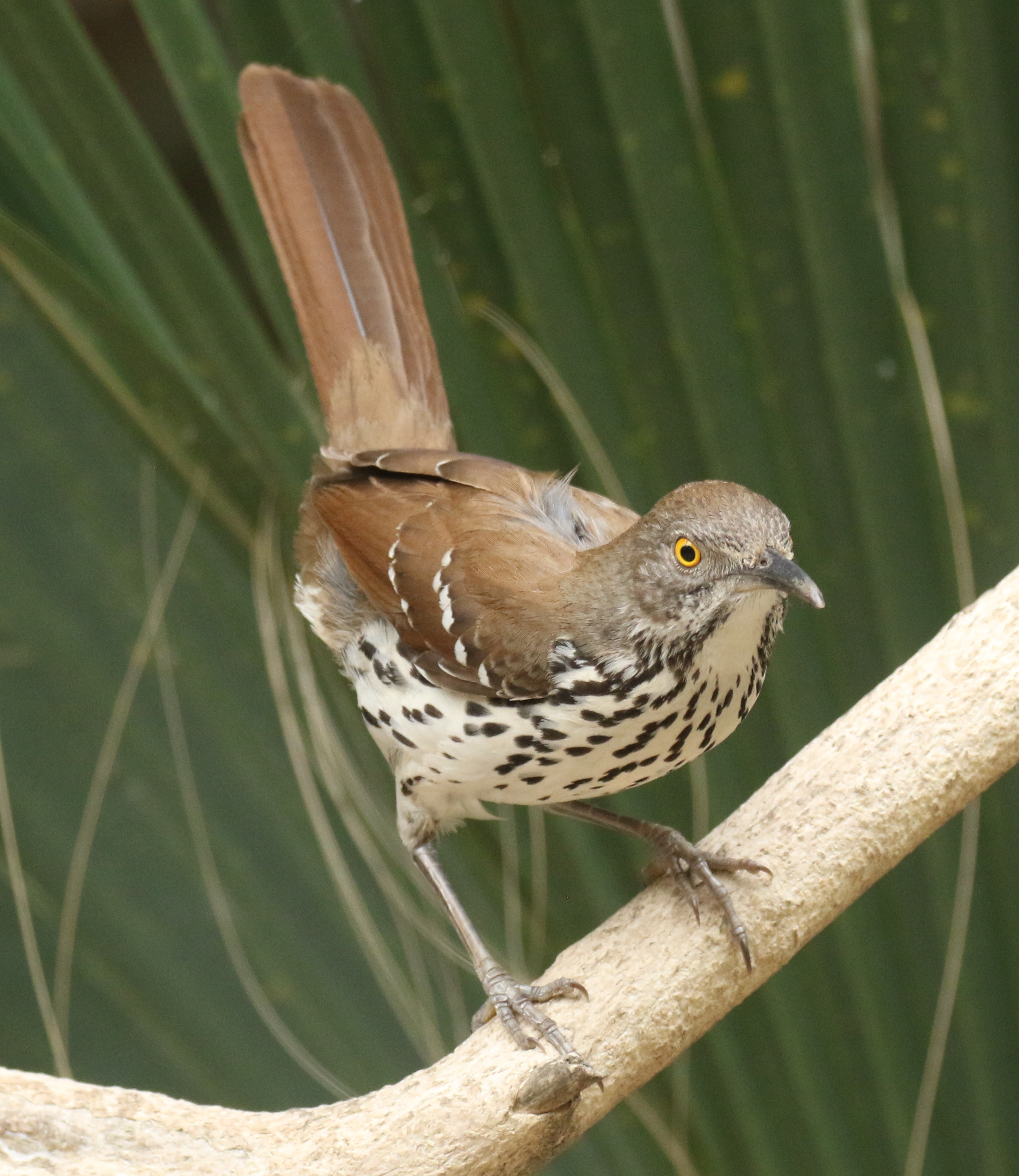
Debulhador-de-bico-comprido, Ilha South Padre, Texas.
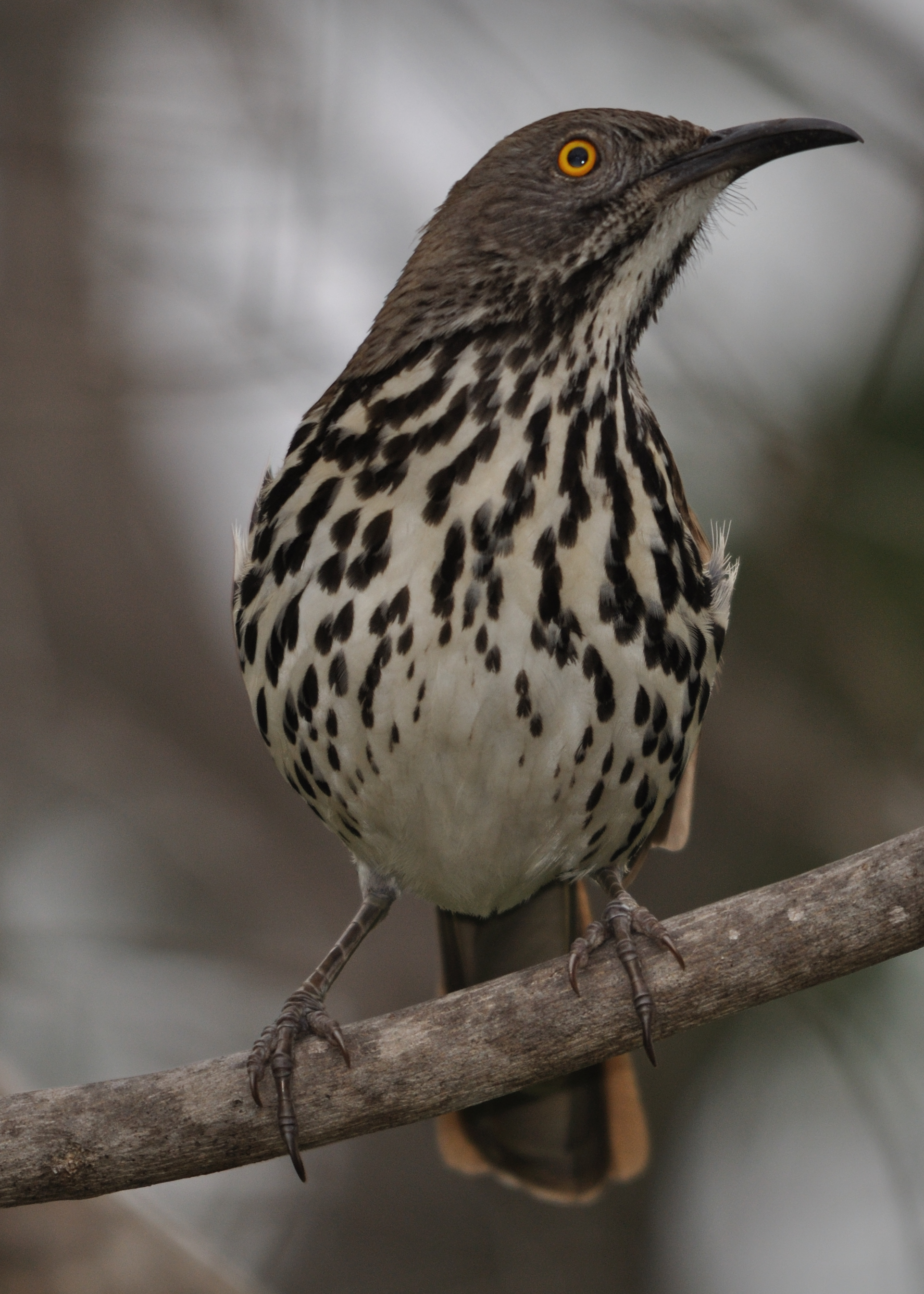
No Texas, Estados Unidos.
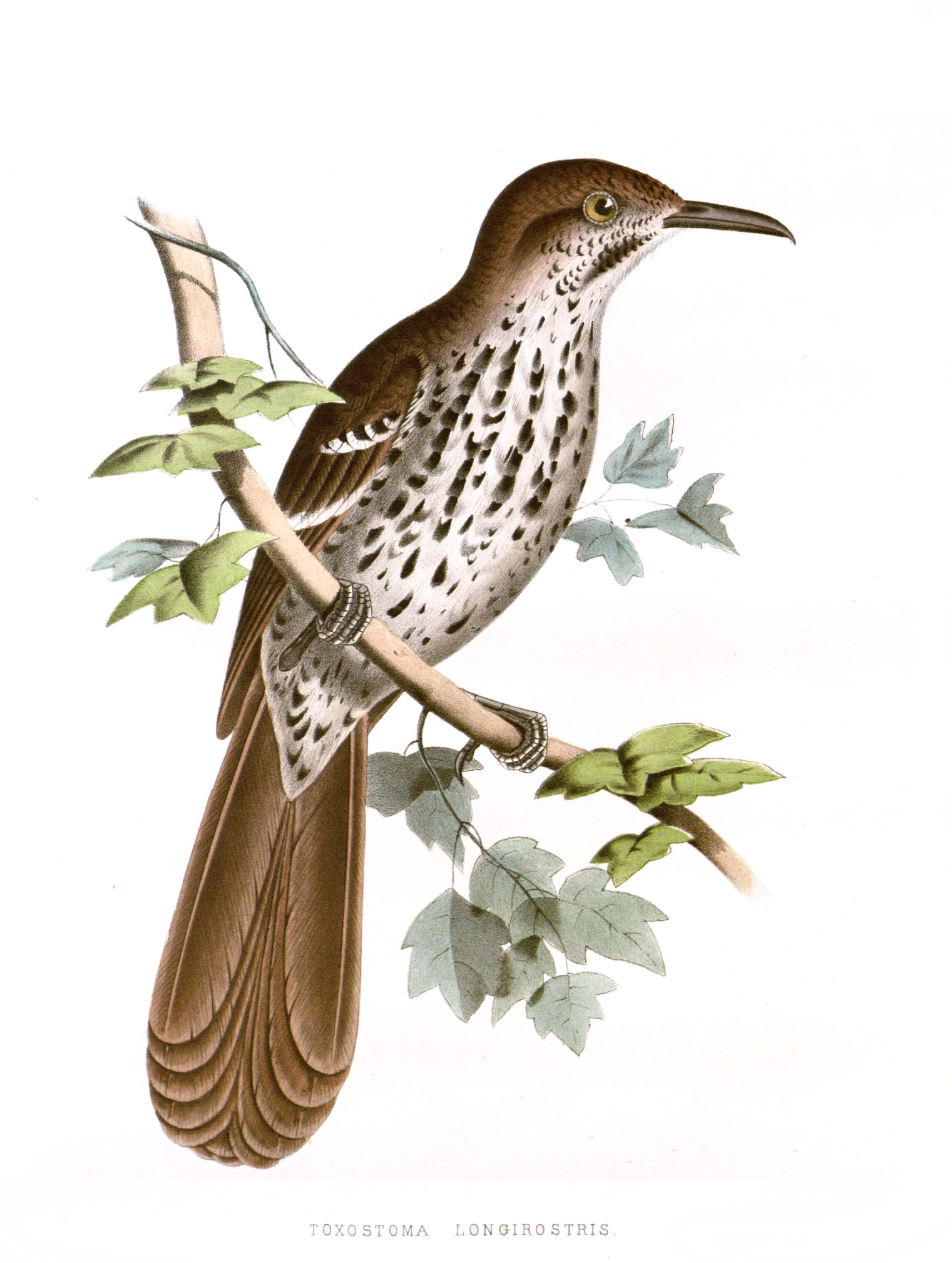
Pintura de Spencer F. Baird (1860) do adulto T. l. senetti (do United States and Mexican Boundary Survey).